# Сотникова Альбіна Валеріївна
Сотникова Альбіна Валеріївна (нар. 18 лютого 1972) — українська актриса театру і кіно. Народна артистка України (2018). Заслужена артистка України (2003).

## Біографія
Народилася 18 лютого 1972 року. Навчалася у Вищому державний музичний інститут імені Миколи Лисенка (нині Львівська національна музична академія імені Миколи Лисенка) за спеціальністю «актор музично-драматичного театру та кіно». Її викладачами були народні артисти України Федір Стригун і Таїсія Литвиненко.
Працює у Національному театрі імені Заньковецької. На сцені театру та у фільмах зіграла понад 60 ролей. У 2017 році стала режисером вистави «Сестри Річинські», де також зіграла роль сестер Олени та Клавдії Річинських.
Брала участь у театральних фестивалях:
- Тернопільські театральні вечори (Тернопіль);
- Чернігівські грудневі театральні вечори (Чернігів);
- Мелихівська весна (Меліхово, Росія);
- Всеукраїнський театральний фестиваль жіночої творчості імені Марії Заньковецької (Ніжин);
- Золотий лев (Львів) тощо.

У 2003 отримала звання «Заслужена артистка України». 28 червня 2018 року Альбіні Сотниковій присвоєно звання «Народна артистка України»..

## Фільмографія
| Рік  |   | Українська назва                | Оригінальна назва | Роль                                 |
| ---- | - | ------------------------------- | ----------------- | ------------------------------------ |
| 1992 | ф | Для домашнього огнища           |                   |                                      |
| 1993 | с | Пастка                          |                   |                                      |
| 1994 | ф | Геть сором!                     |                   | Марлен                               |
| 1994 | ф | Записки кирпатого Мефістофеля   |                   | Біла Шапочка                         |
| 2001 | ф | На полі крові                   |                   | Сабіна                               |
| 2008 | ф | Владика Андрей                  |                   | Дама на балу                         |
| 2012 | с | Щасливий квиток                 | Щастливый билет   | епізод                               |
| 2014 | ф | Жива                            |                   | медсестра                            |
| 2015 | с | Нюхач                           | Нюхач             | Оксана Забродіна, гінеколог(4 серія) |
| 2017 | с | Жіночий лікар                   | Женский доктор    | Ірина Потєхіна                       |
| 2018 | ф | Король Данило                   |                   | Боракчин-хатун                       |
| 2018 | ф | Таємний щоденник Симона Петлюри |                   |                                      |
| 2018 | ф | DZIDZIO Перший раз              |                   | Оксана                               |
| 2019 | ф | Східняк                         |                   |                                      |

## Нагороди
- Премія імені Віри Левицької;
- Відзнака за внесок в українське мистецтво.